# Роденбах-бай-Пудербах
Роденбах-бай-Пудербах (нім. Rodenbach bei Puderbach) — громада в Німеччині, розташована в землі Рейнланд-Пфальц. Входить до складу району Нойвід. Складова частина об'єднання громад Пудербах.
Площа — 6,62 км2. Населення становить 695 ос. (станом на 31 грудня 2020).